# IC 1341
IC 1341 ist eine linsenförmige Galaxie vom Hubble-Typ S0 im Sternbild Aquarius auf der Ekliptik. Sie ist schätzungsweise 411 Millionen Lichtjahre von der Milchstraße entfernt.
Das Objekt wurde am 7. August 1891 von Stéphane Javelle entdeckt.